# 科雷什列伊
科雷什列伊（羅馬化：Kolyshley）是俄罗斯奔萨州的市级镇、科雷什列伊区行政中心及规模最大聚居地，地处奔萨州南部，位于顿河流域霍皮奥尔河一支流科雷什列伊河沿岸地区，在州府奔萨西南方。镇内设有同名铁路车站。
该地2022年人口有7,512人；2010年人口8,312；2002年人口8,483；1989年人口8,995。